# Кестен, Герман
Герман Кестен (нем. Hermann Kesten; 28 января 1900, Подволочиск, Австро-Венгрия, — 3 мая 1996, Базель, Швейцария) — писатель, один из главных представителей «Новой вещественности» в немецкой литературе 20-х годов.

## Биография
В 1904 году, через несколько лет после рождения Кестена, семья переехала в Нюрнберг. В 1918 году его отец умер в военном госпитале в Люблине (Польша). В 1919 году Кестен закончил Классическую королевскую старую гимназию в Нюрнберге, после чего изучал юриспруденцию, экономику, историю, германистику и философию в Эрлангене и Франкфурте-на-Майне. В 1923 году он бросил учёбу, в связи с чем его докторская диссертация о Генрихе Манне осталась незавершенной. В 1923—1926 годах работал у своей матери в лавке подержанных вещей, а позже путешествовал по Европе и Северной Африке. В 1926 году опубликовал новеллу Vergebliche Flucht в газете Frankfurter Zeitung. В 1927 году переехал в Берлин и начал работать редактором в издательстве Gustav-Kiepenheuer-Verlag. В 1928 году там же вышел его дебютный роман Josef sucht die Freiheit, ставший первой частью задуманной Кестеном тетралогии Das Ende eines großen Mannes (она была завершена в 1932 году, и в неё также вошли романы Ein ausschweifender Mensch (Das Leben eines Tölpels), Glückliche Menschen и Der Scharlatan). В том же году Josef sucht die Freiheit лестно упоминался на церемонии присуждения премии Клейста, однако премию получила Анна Зегерс. До 1933 года, помимо романов, Кестен написал рассказы, несколько драматических произведений и множество статей во влиятельных периодических изданиях Веймарской республики (Frankfurter Zeitung, Berliner Tageblatt, Die literarische Welt, Die Weltbühne). Благодаря своей писательской и редакторской деятельности он познакомился с такими известными писателями, как Бертольт Брехт, Эрих Кестнер, Йозеф Рот, Анна Зегерс, Генрих, Томас и Клаус Манны.
Как ответственный редактор ряда антологий и автор типичных романов того времени, Кестен до сих пор считается видным представителем «новой вещественности» — хотя в отношении поэтики эта категоризация работ Кестена верна лишь отчасти.
В 1933 году после прихода к власти в Германии нацистов все книги Кестена были включены в список книг, подлежащих сожжению, после чего он бежал во Францию; в дальнейшем жил в Париже, Санари-сюр-Мер близ Тулона (ставшем центром немецкой эмиграции), Лондоне, Брюсселе, Остенде и Амстердаме (где совместно с Вальтером Ландауэром руководил немецким отделом издательства Allert de Lange, в котором выходили книги немецких эмигрантов). В 1934 году недолго жил в Ницце вместе с Йозефом Ротом и Генрихом Манном. Тогда же вышел роман Кестена Der Gerechte, после чего появились исторические романы Ferdinand und Isabella (1936), König Philipp der Zweite (1938), а также Die Kinder von Gernika (1939). В 1939 году Кестен был интернирован как гражданин враждебного государства в лагерях Коломб и Ньевр, но в следующем году ему удалось выехать по гостевой визе в США. Он жил преимущественно в Нью-Йорке и с 1940 по 1942 год работал как honorary advisor в организации Emergency Rescue Committee, основной деятельностью которой было спасение немецкоязычных литераторов и деятелей культуры от преследований нацистского режима.
В 1949 году Кестен получил американское гражданство. В том же году он принял участие в международном конгрессе ПЕН-клуба в Венеции и путешествовал по Европе, после долгого перерыва приехав и в Германию (в частности, посетив Нюрнберг, где Кестен встретился со старыми друзьями). В 1950 году Кестен стал членом Академии наук и литературы в Майнце. В это время его постоянным местом проживания наряду с Нью-Йорком становится Швейцария. Вскоре он был избран членом-корреспондентом Немецкой академии языка и поэзии в Дармштадте. В 1953 году переехал в Рим. В 1954 году стал одним из трех награждённых премией искусства и наук города Нюрнберга. В 1972—1976 годах возглавлял ПЕН-центр ФРГ, отличаясь на этом посту крайней боевитостью. В 1974 году Кестен получил премию Георга Бюхнера, а в 1977-м — премию Нелли Закс. В том же году умерла его жена Тони Кестен, после чего Кестен переехал из Рима в Базель. Последние годы жизни он провел в еврейском доме престарелых La Charmille в Риэне.
В 1978 году стал почетным доктором университета Эрлангена — Нюрнберга, в 1980-м — почетным гражданином Нюрнберга, в 1982-м — почетным доктором Свободного университета Берлина. В 1985 году, к 85-летнему юбилею Кестена, ПЕН-центр ФРГ избрал его своим почетным президентом и учредил медаль Германа Кестена (с 2008 года — премия Германа Кестена) для литераторов, преследуемых за верность хартии ПЕН-клуба; среди её обладателей — Йоханнес Марио Зиммель (1993), Гюнтер Грасс (1995), Гарольд Пинтер (2001) и Анна Политковская (2003). В 1995 году Кестен пожертвовал 25000 марок для учрежденной в том же году Международной Нюрнбергской премии по правам человека.

## Сочинения

### Романы
- Josef sucht die Freiheit, 1927.
- Ein ausschweifender Mensch (Das Leben eines Tölpels), 1929.
- Glückliche Menschen, 1931.
- Der Scharlatan, 1932.
- Der Gerechte, 1934.
- Sieg der Dämonen (Ferdinand und Isabella), 1936.
- Ich, der König (König Philipp II. von Spanien), 1938.
- Die Kinder von Gernika, 1939.
- Die Zwillinge von Nürnberg, 1947.
- Die fremden Götter, 1949.
- Ein Sohn des Glücks, 1955.
- Die Abenteuer eines Moralisten, 1961.
- Die Zeit der Narren, 1966.
- Ein Mann von sechzig Jahren, 1972.

### Сборники рассказов
- Vergebliche Flucht und andere Novellen, 1949.
- Die 30 Erzählungen von Hermann Kesten, 1962.
- Dialog der Liebe, 1981.
- Der Freund im Schrank, 1983.

### Биографии, эссе
- Copernicus und seine Welt, 1948.
- Casanova, 1952.
- Meine Freunde die Poeten, 1953.
- Der Geist der Unruhe, 1959.
- Dichter im Café, 1959.
- Filialen des Parnaß, 1961.
- Lauter Literaten, 1963.
- Die Lust am Leben. Boccaccio, Aretino, Casanova, 1968.
- Ein Optimist, 1970.
- Hymne für Holland, 1970.
- Revolutionäre mit Geduld, 1973.

### Пьесы
- Maud liebt beide, 1928.
- Admet, 1928.
- Babel oder Der Weg zur Macht, 1929.
- Wohnungsnot oder Die Heilige Familie, 1930.
- Einer sagt die Wahrheit, 1930.
- Wunder in Amerika (с Эрнстом Толлером), 1931.

### Стихи
- Ich bin, der ich bin. Verse eines Zeitgenossen, 1974.
- Ein Jahr in New York

### Эссе
- Fünf Jahre nach unserer Abreise. // Das neue Tagebuch. — Paris, 1938.
- Wir Nürnberger. Erste Nürnberger Rede, 1961.
- Zwanzig Jahre danach. Zweite Nürnberger Rede, 1965.

### Редакторские работы
- 24 neue deutsche Erzähler, 1929.
- Neue französische Erzähler (с Феликсом Берто), 1930.
- Novellen deutscher Dichter der Gegenwart, 1933.
- Heinrich Heine. Meisterwerke in Vers und Prosa, 1939.
- Heart of Europe (с Клаусом Манном), 1943.
- Die blaue Blume. Die schönsten romantischen Erzählungen der Weltliteratur, 1955.
- Joseph Roth. Werke, 1956.
- René Schickele. Werke, 1959.
- Gotthold Ephraim Lessing. Werke, 1962.
- Ich lebe nicht in der Bundesrepublik, 1964.

### Переводы
- Julien Green. Leviathan, 1930.
- Henri Michaux. Meine Güter, 1930.
- Emanuel Bove. Geschichte eines Verrückten, 1930.
- Jules Romains. Der Kapitalist, 1931.
- Jean Giraudoux. Die Abenteuer des Jérome Bardini, 1932.
- John Gunther. So sehe ich Asien, 1940.

### Письма
- Deutsche Literatur im Exil. Briefe europäischer Autoren 1933—1949, 1964.
- Franz Schoenberner/Hermann Kesten: Briefwechsel im Exil 1933—1945, 2008.

### Работы о Германе Кестене

#### Монографии и сборники
- Besson, Viviane. La tradition de l’ironie littéraire — Son rôle de critique politique et sociale chez un écrivain de l’exil. Hermann Kesten. — 2 Vol. — Bordeaux: Univ. III, UFR d'études germaniques et scandinaves, TER, 1989.
- Fähnders, Walter; Weber Hendrik (Hg.). Dichter — Literat — Emigrant. Über Hermann Kesten. — Bielefeld: Aisthesis, 2005. — ISBN 3-89528-401-7.
- Winkler, Andreas. Hermann Kesten im Exil (1933—1940). Sein politisches und künstlerisches Selbstverständnis und seine Tätigkeit als Lektor in der deutschen Abteilung des Allert de Lange Verlages. Mit einem Anhang unveröffentlichter Verlagskorrespondenz von und an Hermann Kesten. — Hamburg: Lüdke, 1977.

#### Университетские работы (не изданные самостоятельно)
- Herrmann, Anja. Hermann Kesten als Journalist. — Erlangen-Nürnberg, Univ., Magisterarb., 1994.
- Ilmer, Christine. Das Menschenbild Hermann Kestens am Beispiel seines Frühwerks. — FU Berlin, Staatsexamensarb., 1985.
- Keudel, Brigitte D.C. Das pazifistische Gedankengut im Werk von Hermann Kesten. — Los Angeles, Univ. of Southern California, Diss., 1978.
- Kürzer, Barbara. Der Moralist Hermann Kesten. — Erlangen-Nürnberg, Univ., Magisterarb., 1994.
- Weber, Hendrik. Zeitdiagnostik in Hermann Kestens Roman «Der Scharlatan». — Osnabrück, Univ., Staatsexamensarb., 2001.

#### Статьи
- Altenhein, Hans. Vierundzwanzig deutsche Erzähler. Kestens Anthologie von 1929. // Aus dem Antiquariat (Frankfurt/M.). — 1998. — № 5. — S. a341-a347.
- Bell, Robert F. Of terror, guilt and legacy. Hermann Kesten’s family novel «Die Kinder von Gernika». // German and international perspectives on the Spanish Civil War. The aesthetics of partisanship. — Columbia/SC: Camden House, 1992. — P. 79-95.
- Buhl, Wolfgang; Dewitz, Ulf von (Hg.). «Ich hatte Glück mit Menschen». Zum 100. Geburtstag des Dichters Hermann Kesten. Texte von ihm und über ihn. — Nürnberg: Stadtbibliothek Nürnberg, 2000.
- Braese, Stephan (Hrsg.): «…nicht uns zugehörig» — Hermann Kesten und die Gruppe 47. // Bestandsaufnahme. Studien zur Gruppe 47. — Berlin: Erich Schmidt, 1999. — S. 175—207. — ISBN 3-503-04936-3.
- Schlawin, Silke. Die Anthologie Heart of Europe. Ein Exilprojekt von Hermann Kesten und Klaus Mann für den L.B. Fischer Verlag (New York). // Archiv für Geschichte des Buchwesens 54 (2001). — S. 1-108.
- Schlosser, Jan T. Gedanken zur Erzählprosa Hermann Kestens. // Nordlit. Arbeidstidsskrift i litteratur og kultur (Tromsø). — 2006. — № 19. — S. 65-74.
- Schnauber, Cornelius. Hermann Kesten. Zuerst der Mensch, dann die Gesellschaft. // Zeitkritische Romane des 20. Jahrhunderts. Die Gesellschaft in der Kritik der deutschen Literatur. — Stuttgart: Reclam, 1975. — S. 146—166.
- Schulze, Frank. Hermann Kesten: Die Kinder von Gernika (1939). // Erinnern und Erzählen. Der Spanische Bürgerkrieg in der deutschen und spanischen Literatur und in den Bildmedien. — Tübingen: Narr, 2005. — S. 253—264.
- Seifert, Walter. Exil als politischer Akt. Der Romancier Hermann Kesten. // Die deutsche Exilliteratur 1933—1945. — Stuttgart: Reclam, 1973. — S. 464—472.
- Wagener, Hans. Mit Vernunft und Humanität. Hermann Kestens sachliche Denkspiele in seinen «Josef»-Romanen. // Neue Sachlichkeit im Roman. Neue Interpretationen zum Roman der Weimarer Republik. — Stuttgart u. a.: Metzler, 1995. — S. 49-68.
- Weidermann, Volker. Das Buch der verbrannten Bücher. — Köln: Verlag Kiepenheuer & Witsch, 2008. — ISBN 978-3-462-03962-7. — S. 129—130.